# چغازنبیل
زیگورات دوراونتاش (به آشوری: Dūr Untaš، به ایلامی: Āl Untaš dNapiriša) یا به فارسی چُغازَنبیل، نیایشگاهی باستانی است که حدود ۱۲۵۰ سال پیش از میلاد در تمدن ایلام ساخته شد. در زبان لری چغا به معنی تپه و زنبیل به معنی سبد می‌باشد. این زیگورات، بنای مرکزی محوطه باستانی به‌جای مانده از مجموعهٔ ایلامی دوراونتاش (شهر اونتاش) است که نزدیک شوش در استان خوزستان قرار گرفته است. چغازنبیل در سال ۱۹۷۹ میلادی به عنوان نخستین اثر تاریخی از ایران در فهرست میراث جهانی یونسکو جای گرفت و معماری منحصر به فرد آن، در کنار زیگورات‌های کشف شده در میان رودان، برای باستان‌شناسان و علاقه‌مندان به تاریخ و میراث فرهنگی جهانی شناخته شده است.
خاورشناسان چغازنبیل را قدیمی‌ترین ساختمان مذهبی شناخته شده در ایران می‌دانند.

## جایگاه و دسترسی
معبد چغازنبیل در جنوب غربی ایران، در شهرستان شوشِ استان خوزستان، و در نزدیکی منطقه باستانی هفت‌تپه واقع شده است. این سازه در ۳۵ کیلومتری غرب شهر باستانی شوشتر و ۴۰ کیلومتری جنوب شرقی شهر باستانی شوش قرار دارد و به‌دلیل واقع شدن در غرب رودخانه دز (مرز این دو شهرستان) جزء شهرستان شوش شمرده می‌شود. دوراونتاش از راهی انحرافی در جاده شوش به اهواز، و همچنین از جاده شوشتر به هفت تپه (جاده کشت و صنعت کارون) قابل دسترسی است.

## تاریخچه

### پیشینهٔ بنا و کاربرد آن
مجموعه دینی-آئینیِ دور اونتاش پیرامون ۱۲۵۰ سال قبل از میلاد مسیح (۱۲۴۰–۱۲۷۵ ق. م)، در دوران شاه ایلامی اونتاش ناپیریشا، در ستایش «اینشوشیناک» ایزد نگهبان شوش ساخته شد. این بنا در اصل از ابنیهٔ سومری بوده است که برای پرستش خدایان به شکل مرتفع ساخته می‌شده و در ممالک میان‌رودان به وفور دیده می‌شود. از این ابنیه به جا مانده همچون زیگورات اور، زیگورات اتمنانکی، زیگورات انلیل، زیگورات لارسا، زیگورات دور شاروکین در عراق نیز می‌توان نام برد. پرستشگاه چغازنبیل و دور اونتاش مانند بسیاری از شهرهای دیگر ایلام، در جریان جنگ‌های ایلام و آشور، در تازِش سال ۶۴۵ ق. م سپاه آشور به سرکردگی «آشوربانی‌پال» ویران شدند.

### ریشه‌های نام
زیگورات دور اونتاش Ziggurat Dūr- Untash نام باستانی این بنا از
واژهٔ زیگورات (‎/ˈzɪɡʊˌræt/‎ ZIG-uu-rat؛ اَکدی: ziqquratu؛ سومری: zaqāru) از زقوره (اکدی) به معنای «نوک، قله کوه، برآمدگی، مکان مرتفع، سازهٔ مرتفع» آمده است. دوراونتاش نیز از ترکیب واژهٔ دور (Dūr) به معنای «مکان و منزلگاه» و اونتاش (Untash) نام پادشاه ایلامی گرفته شده است. واژه مرکب چغازنبیل در زبان لری به معنی «تپه سبدی شکل» است (چغا: تپه، تل خاکی؛ زنبیل: سبد / چغازںنبێل).

### تاریخچه اکتشافات
در سال ۱۸۹۰ میلادی زمین‌شناس سرشناس ژاک دو مورگان گزارش می‌دهد که در ناحیه چغازنبیل معادن نفت وجود دارد. گویا شرکت نفت ایران در پی همین گزارش بود که پایه‌گذاری شد. پس از گذشت پنجاه سال مهندسانی که سرگرم فعالیت‌های نفتی در چغازنبیل بودند، آجری را یافتند که روی آن نوشته‌هایی بود. آجر را برای باستان شناسانی که در شوش کاوش می‌کردند، فرستادند و پس از آن یک زنجیره کاوش‌هایی در چغازنبیل صورت گرفت که به کشف معبد چغازنبیل و آثار مهم دیگری انجامید.
این بنا نخستین بار توسط «براون» Boraven کارشناس نیوزلندی شرکت نفت ایران و انگلیس در سال ۱۹۳۶ میلادی کشف گردید و طی سالهای ۱۹۵۳ تا ۱۹۶۳ میلادی توسط رومن گیرشمن حفاری گردید.
سده‌های متمادی این بنا در زیر خاک به شکل زنبیلی واژگون مدفون بود تا اینکه به دست رومن گیرشمن فرانسوی در زمان پهلوی دوم از آن خاکبرداری گردید. گرچه خاکبرداری از این بنای محدب متقارن واقع‌شده در دل دشت صاف موجب تکمیل دانش دنیا نسبت به پیشینه باستانی ایرانیان گردید، اما پس از گذشت حدود ۵۰ سال از این کشف، دست عوامل فرساینده طبیعی و بی دفاع گذاشتن این بنا در برابر آنها آسیب‌های فراوانی را به این بنای خشتی-گلی وارد کرده و به‌خصوص باقی مانده طبقات بالایی را نیز دچار فرسایش شدید کرده است که اگر اقدامات حفاظتی و نگهداری اصولی فوری برای این اثر گرانبها صورت نپذیرد، نابودی آن سرعت می‌گیرد و در دهه‌های آینده به تلی از گل تبدیل می‌شود.

### ثبت به عنوان میراث جهانی
من اونتاش گال: آجرهای طلایی را حکاکی کردم، من در اینجا این مأوا را برای خدایان گال و اینشوشیناک برپا کردم و این مکان مقدس را هدیه کردم، باشد که کارهای من که هدیه‌ای است برای خدایان گال و اینشوشیانک پذیرفته شود.— کتیبهٔ اونتاش ناپیریشا، پادشاه ایلام، در چغازنبیل
از معیارهای شش‌گانهٔ یونسکو برای ثبت یک اثر تاریخی در فهرست آثار میراث جهانی یونسکو، که مکان‌های گزینش شده دست کم یکی را باید داشته باشند، چغازنبیل از معیارهای سوم و چهارم برخوردار است. این دو معیار به ترتیب معرف مکانی هستند که: «نمونه ای برجسته از نوعی بنا یا مجموعه معماری یا فناوری یا منظره که نمایانگر مرحله یا مراحلی در سرگذشت انسان باشد» و «نمونه ای برجسته از یک سکونتگاه سنتی بشری یا استفاده از زمین، که معرف یک یا چند فرهنگ است، باشد. به‌ویژه مواقعی که تحت تأثیر تغییرات برگشت‌ناپذیر شده است».

## معماری

### اندازه
بلندی آغازین آن ۵۲ متر و ۵ طبقه بوده است. امروزه ارتفاع آن ۲۵ متر و تنها ۲ طبقه و نیم از آن باقی مانده است. زیر بنای چغازنبیل یک مربع ۱۰۵/۲۰ × ۱۰۵/۲۰ متر است، یعنی دو برابر یک زمین فوتبال.

### تهرنگ (پلان) کلی

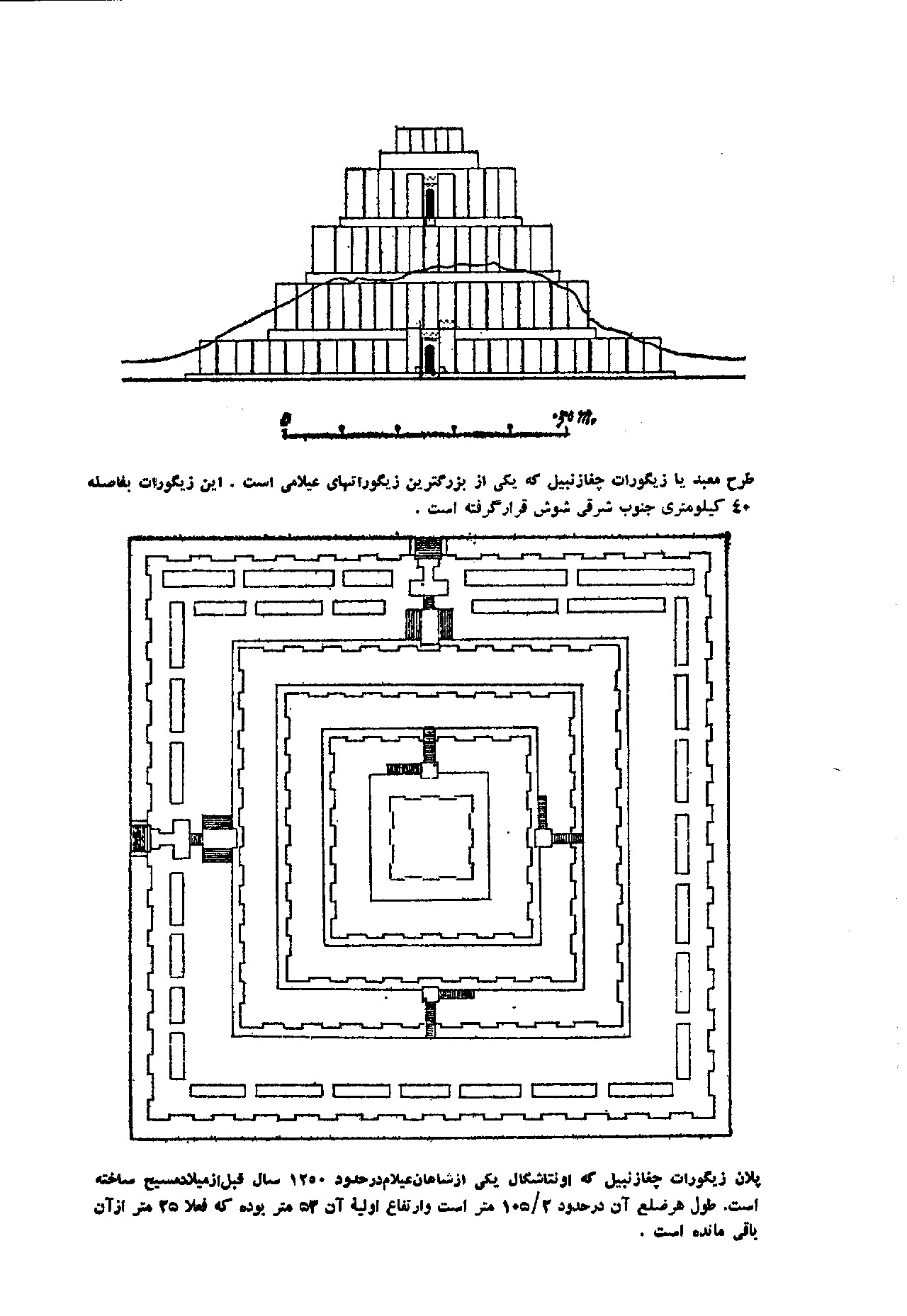
بازسازی طرح بنا

زیگورات چغازنبیل و دیگر معابد پیرامون آن، همگی داخل یک حصار مقدس قرار گرفته‌اند که گیرشمن برای این حریم واژه یونانی «تمنوس» را به کار برده است. حصار پیرامونی محوطه در حدود ۱۶۲۵ متر است که بنای چهارگوش زیگورات به اضلاع ۱۰۵/۲۰ × ۱۰۵/۲۰ متر (که اضلاع آن ۹۰ درجه از جهات جغرافیایی انحراف دارد) و بخشی از معبدها را دربر گرفته است. بدین ترتیب حیاطی در ابعاد ۴۰۰ × ۴۰۰ مترمربع در اطراف زیگورات به وجود آمده است.
زیگورات در دو مرحله ساخته شد. در آغاز، بنای مربعی با حیاط مرکزی بود که نقشهٔ آن به انباری بزرگ با اتاق‌های بی‌روزن شباهت داشت. ارتفاع دیوار در ۳ جبهه ۸ متر و در جبههٔ شمال شرقی ۱۳ متر بود و در میانهٔ هر ضلع یک ورودی ایجاد شده بود که به حیاطی با کفی گودتر از زمین‌های اطراف راه می‌یافت. از حیاط به منظور برگزاری مراسم آیینی و مناسک مذهبی استفاده می‌شد اما حدود سال ۱۲۵۰ ق.م. اونتاش ناپیریشا مصمم می‌شود معبدهای یک طبقهٔ نخستین را به زیگوراتی عظیم و رفیع در ۵ طبقه تبدیل کند تا چون کوهی مقدس در جلگهٔ پست شوش خودنمایی کند. زیگورات ۵ طبقه داشت و به صورت هرم از پایین به بالا کوچکتر می‌شد. بر بالای آن، معبد کوچکی که ایلامی‌ها به آن «کوکونو» می‌گفتند ساخته شد که به دو ایزد حامی امپراتوری ایلام، ناپیریشا و این‌شوشینک اختصاص داشت.
تفاوت زیگورات چغازنبیل با زیگوراتهای بین‌النهرین در این است که در آن منطقه، طبقات بالایی زیگوراتها روی طبقهٔ زیرین بنا می‌شدند اما زیگورات چغازنبیل بدین شکل است که تمام طبقات شالودهٔ مجزایی دارند و همهٔ آنها از کف زمین بنیان گرفته‌اند.

### بخش‌های مختلف چغازنبیل
معبد چغازنبیل درون‌شهری به نام «دوراونتاش» (دور، به معنی شهر و «اونتاش» نام سازنده شهر است) قرار گرفته که محوطه‌ای به طول و عرض حدود ۱۰۰۰× ۱۳۰۰ متر را در بر می‌گیرد و از سه حصار تو در توی خشتی تشکیل شده که به ترتیب: معبد اصلی (زیگورات) در مرکز حصار اول، کاخها و معابد کوچک در حصار دوم، آرامگاه‌های زیرزمینی سلطنتی و کاخ‌های سلطنتی و تصفیه خانه آب در حصار سوم، قرار دارند.
عبادتگاه‌های دیگری برای خدایان و الهه‌های عیلام در چغازنبیل ساخته شده بود که عبارتند از:
- «نوسکو» Nusku (خدای آتش)
- «پی نیکیر» Pinikir (مادربزرگ خدایان)
- «اَدَد» Adad (خدای هوا)
- «نین الی» Nin - Ali (همسر خدای هوا)
- «شیموت» Shimut (خدای عیلام)
- «منزت» Manzat (همسر خدای عیلام)
- «نپراتپ» Nepratep (الهه‌های روزی دهنده)
- «روهوراتیر» Ruhuratir (خدای انزان)
- «هیشمتیک» Hishmitik (همسر خدای انزان)
- «گال» Gal (خدای بزرگ عیلام)
- «ایشنی کاراب» Ishni - karab (الهه سوگند) و دو معبد ناشناخته دیگر، واقع در کنار دروازه‌های غربی و جنوب شرقی حصار دوّم.[نیازمند منبع]

زیگورات در اصل ۵ طبقه بوده که هم‌اکنون به‌طور تقریبی دو طبقه از آن باقی مانده است. اضلاع زیگورات چغازنبیل ۱۰۵× ۱۰۵ متر می‌باشد و ارتفاع آن از سطح زمین، حدود ۵۳ متر بوده که درحال حاضر ۲۵ متر از آن باقی مانده است.
برخلاف احداث زیگورات‌های بین‌النهرینی که طبقات آنها بر روی یکدیگر قرار می‌گیرند، تمامی طبقات پنجگانه زیگورات چغازنبیل، به موازات یکدیگر و از سطح زمین احداث شده‌اند.
به جز طبقات اول و پنجم که توخالی بوده و دارای الحاقاتی به شکل اتاق، بوده‌اند، بقیه طبقات توپر بوده که با خشت پر شده‌اند. بافت داخلی دیوارها از خشت و نمای بیرونی با آجر ساخته شده است. برخی از آجرهای بکار رفته در زیگورات، لعاب دار بوده و برخی دیگر دارای تزئیناتی به شکل گل میخ می‌باشند که در نوع خود از زمره قدیمی‌ترین کاشی‌های جهان به‌شمار می‌روند. دور تا دور زیگورات، آجرهایی به خط میخی ایلامی به چشم می‌خورد که خطوط نوشته شده، نام سازنده بنا و هدف از ساخت آن را نشان می‌دهد.
در جبهه‌های شمال غربی و جنوب غربی، دو سکوی مدور دیده می‌شود که نظرات مختلفی ازجمله سکوی قربانگاه، محل نصب مجسمه، ساعت خورشیدی، محل پیشگویی و ستاره‌شناسی، دربارهٔ وجود آنها ابراز شده است.
تصفیه‌خانه آب چغازنبیل، واقع در جبهه غربی معبد اصلی قرار دارد. این تصفیه‌خانه با بهره‌گیری از ظروف مرتبط ساخته شده و از این بابت قدیمی‌ترین تصفیه‌خانه دنیا شمرده می‌شود.
رومن گیرشمن، حفار چغازنبیل، اعتقاد دارد که آب مورد مصرف تصفیه خانه از فاصله ۴۵ کیلومتری و توسط کانالی از رودخانه کرخه فراهم می‌شده است. این درحالی است که رودخانه دز، در فاصله ۳ کیلومتری معبد قرار دارد. عدم فراهم آب چغازنبیل از رودخانه دز، به خاطر اختلاف ارتفاع زیاد محوطه چغازنبیل با سطح رودخانه دز، می‌باشد.
چغازنبیل جزو معدود بناهای ایرانی است که در فهرست آثار میراث جهانی یونسکو ثبت شده است. در بعضی از کتب تاریخی قدیمی، شوش (شهر باستانی) را چغازنبیل نامیده‌اند.

## در سینما
بخش عمده داستان فیلم الهه زیگورات در نزدیکی چغازنبیل روی می‌دهد.

## نگرانی از تخریب حریم درجه یک محوطه دوراونتاش
به روایت گزارشی که در آبان ۱۳۹۹ منتشر شد، تسطیح بخشی از حریم درجهٔ یک محوطه دوراونتاش برای احداث یک واحد صنعتی به مساحت ۳۲۰ هکتار آغاز شده است. مجوز ساخت این کارخانه «بدون مشاوره با هیچ‌کدام از بخش‌های وزارت میراث فرهنگی» صادر شده و با وجود اعتراض پی در پی به تخریب محوطه ثبت شده در میراث جهانی و نگرانی از آسیب‌های بیشتر به میراث فرهنگی دوراونتاش، روند ساخت کارخانهٔ قند از اوایل سال ۹۷ پیگیری شده. آزمایش‌های اکتشاف نفت که اغلب با لرزه‌نگاری همراه است، مهم‌ترین عامل تهدید زیربنای زیگورات چغازنبیل است و در حال‌حاضر انجام اینگونه آزمایش‌ها تا فاصله ۳۰۰ متر (۹۸۴ فوت) این اثر ممنوع شده است.

## نگارخانه

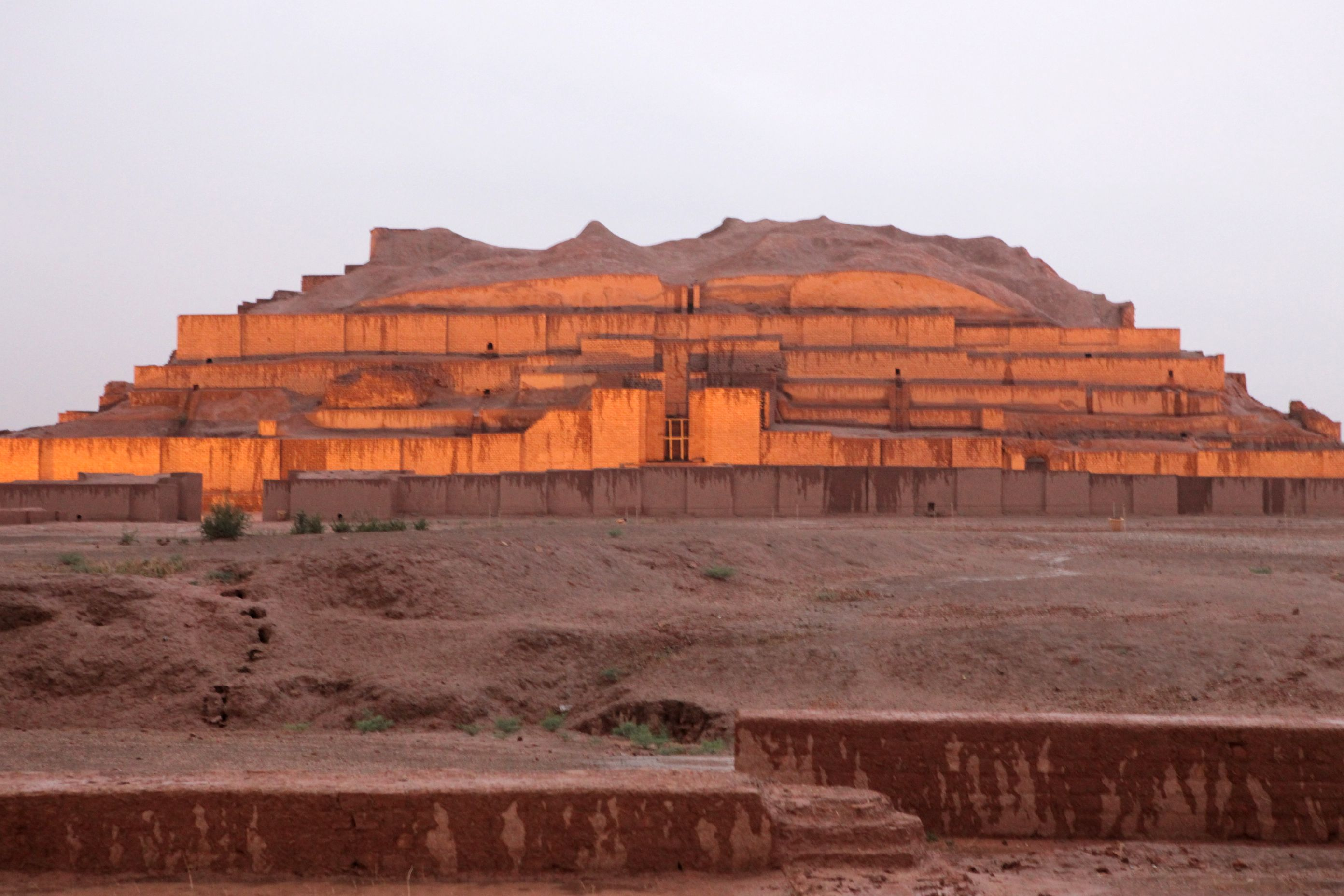
زیگورات چغازنبیل.
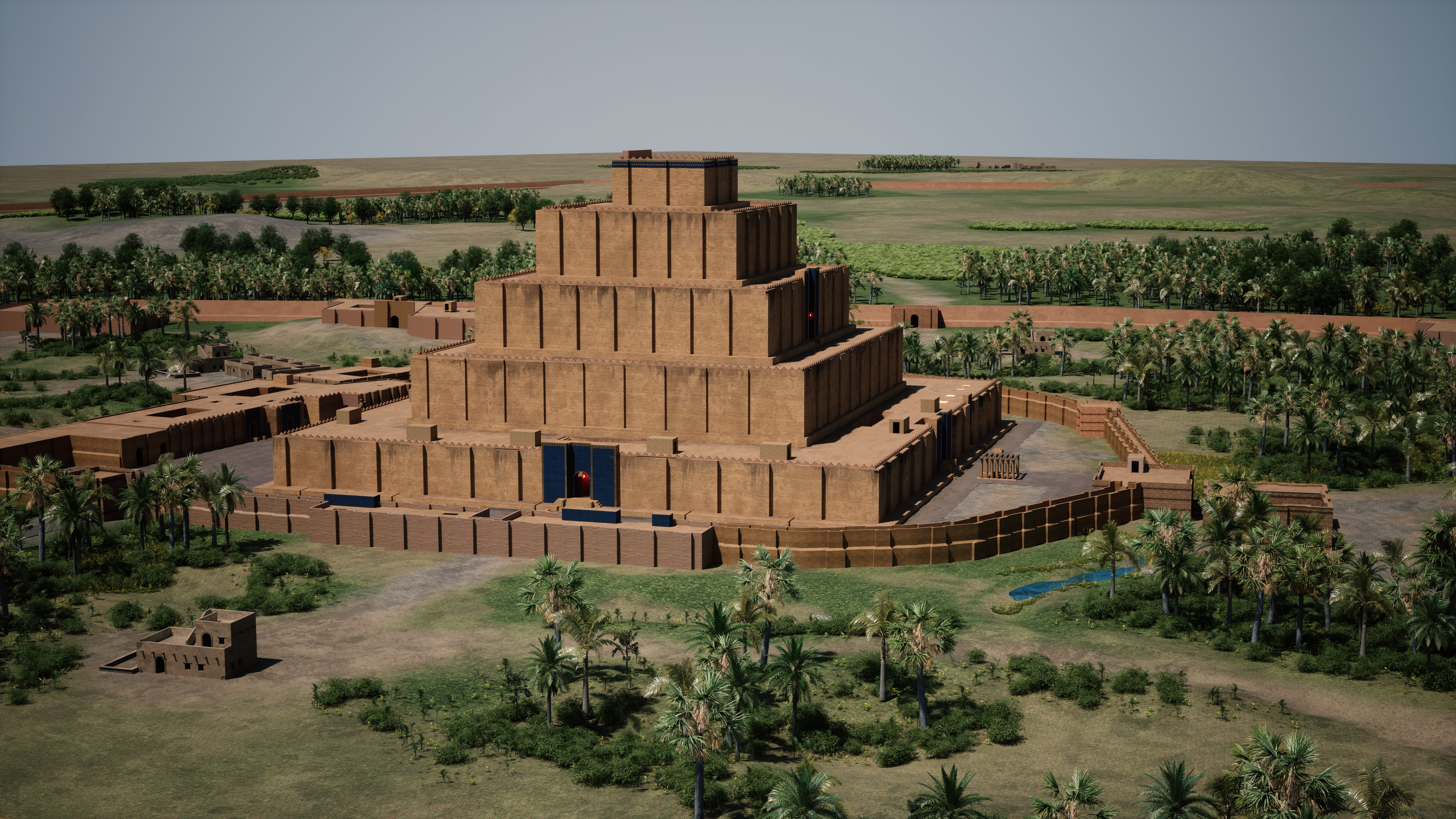
بازسازی سه بعدی زیگورات چغازنبیل
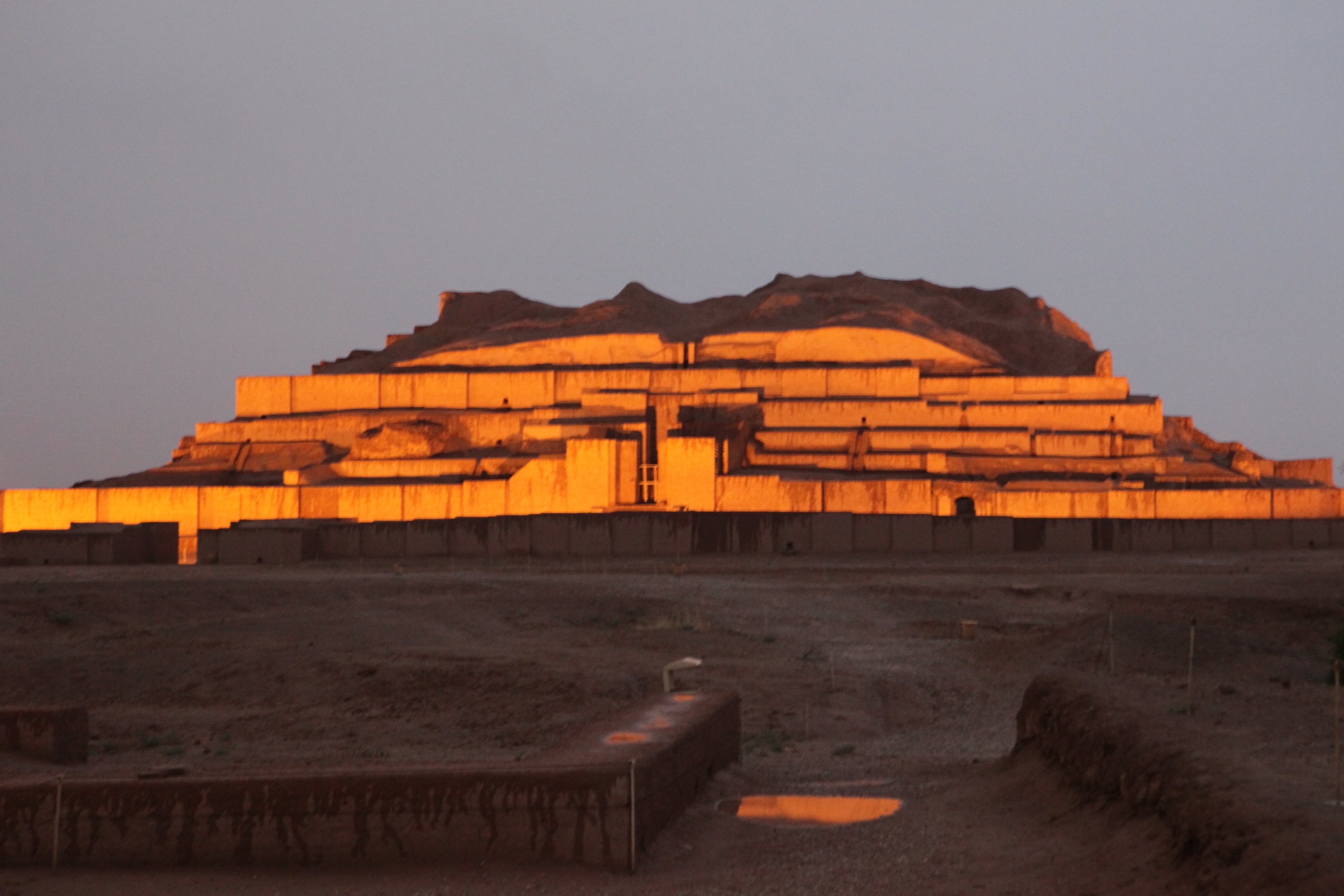
چغازنبیل سال ۲۰۱۰ میلادی
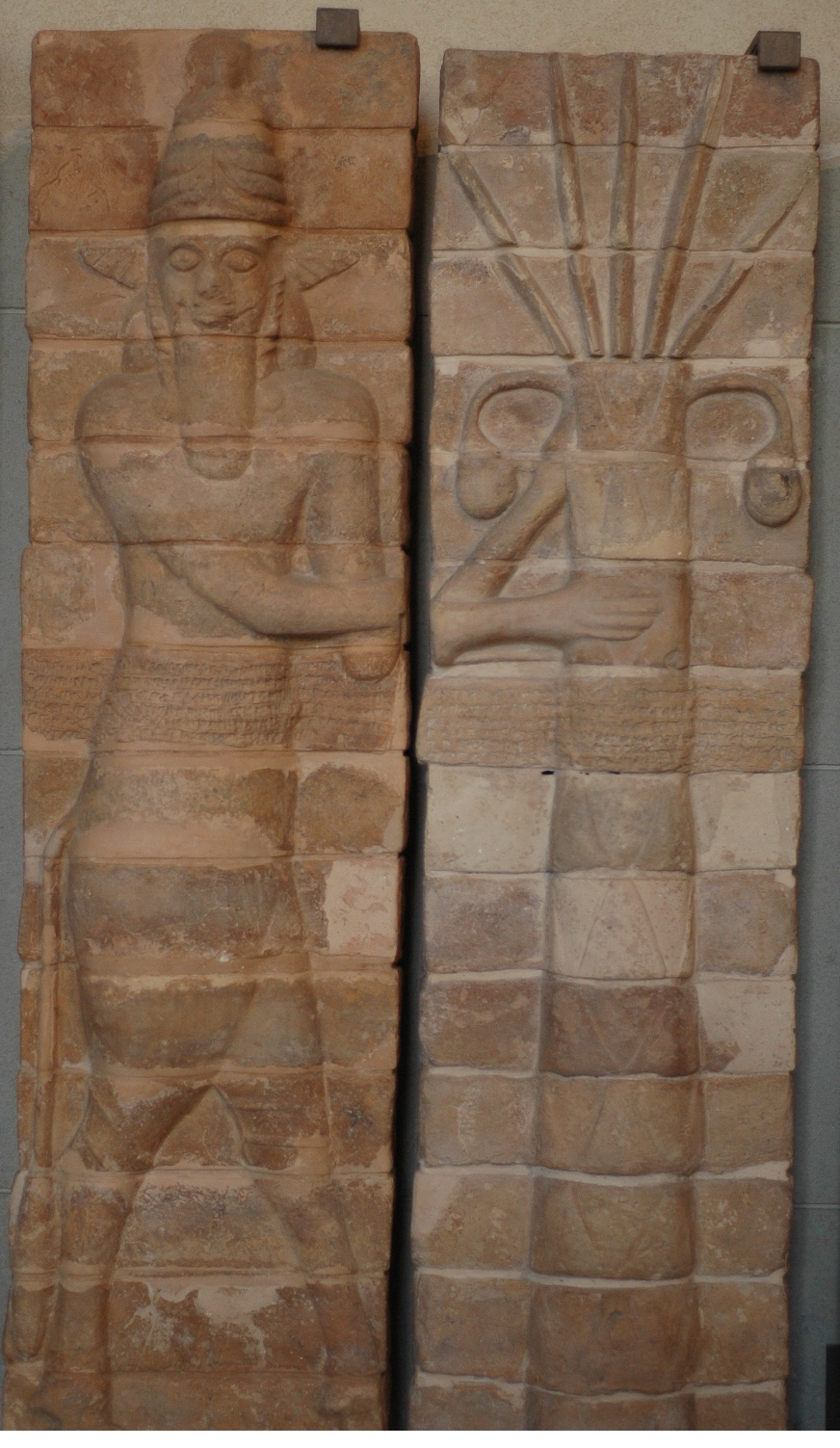
نگاربرجسته گاو-انسانِ نگهبانِ نخل؛ دیوار بیرونی معبد اینشوشیناک در شوش (منسوب به دوازده سده پیش از میلاد)
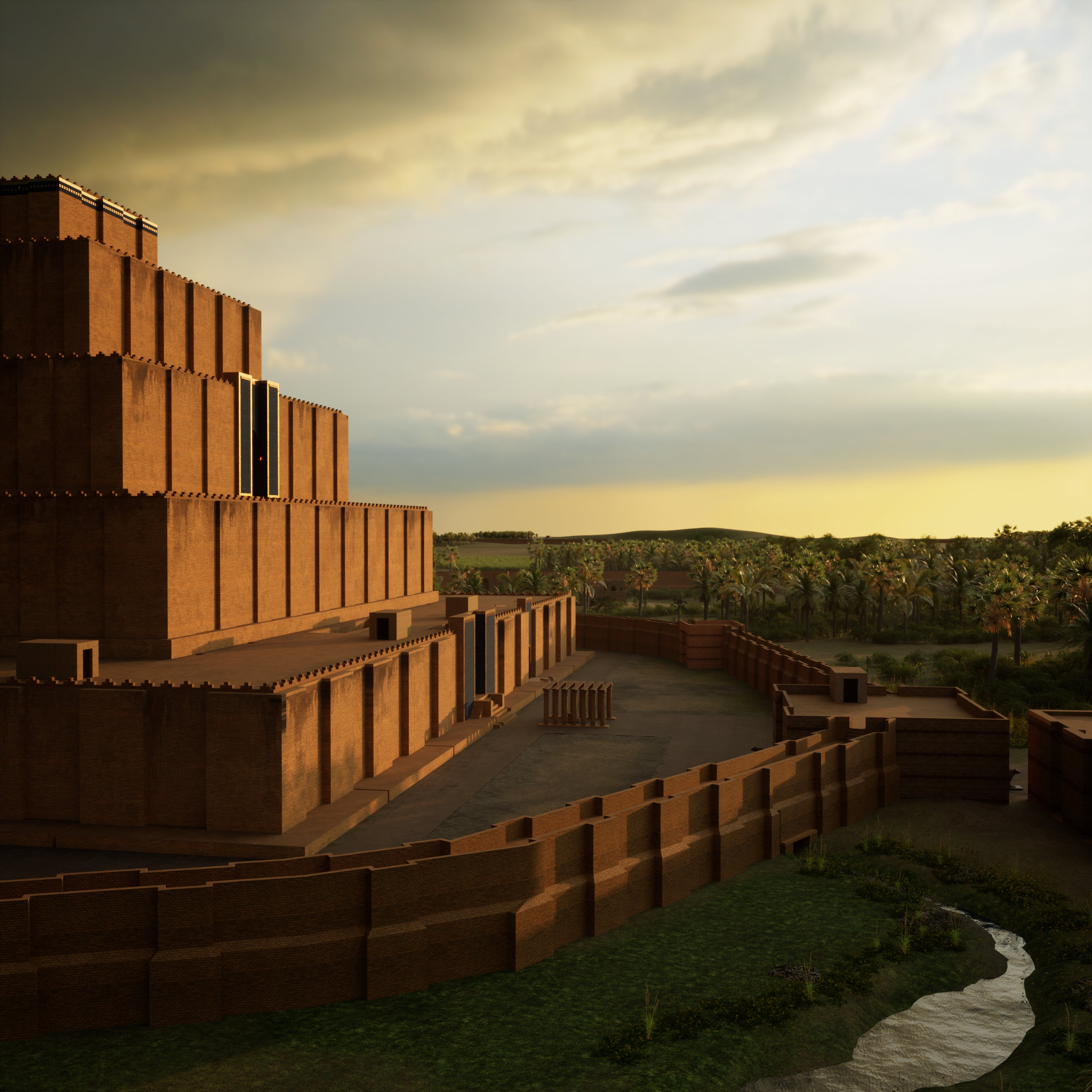
بازسازی سه بعدی چغازنبیل
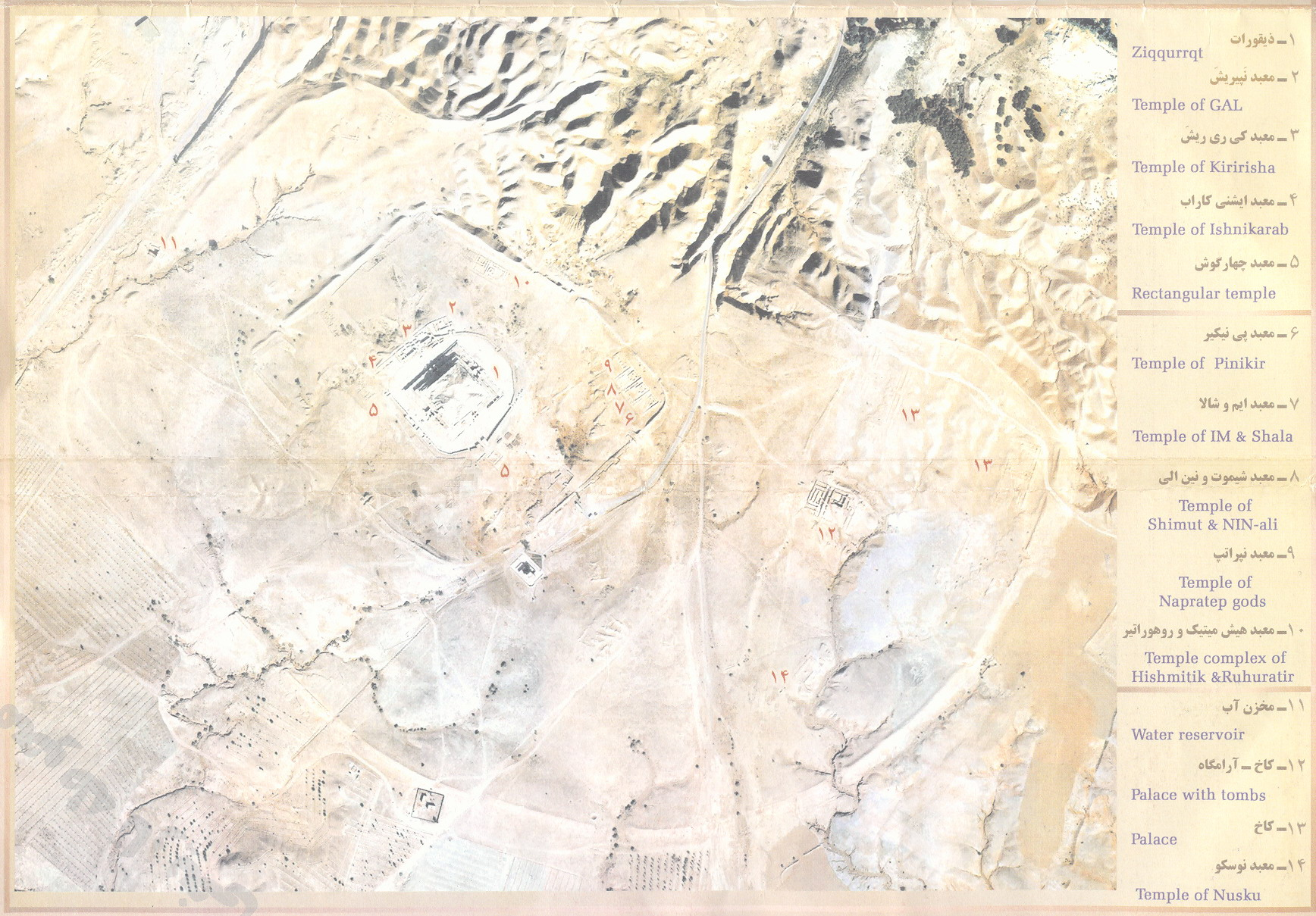
عکس هوایی و راهنمای قسمتهای دوراونتاش
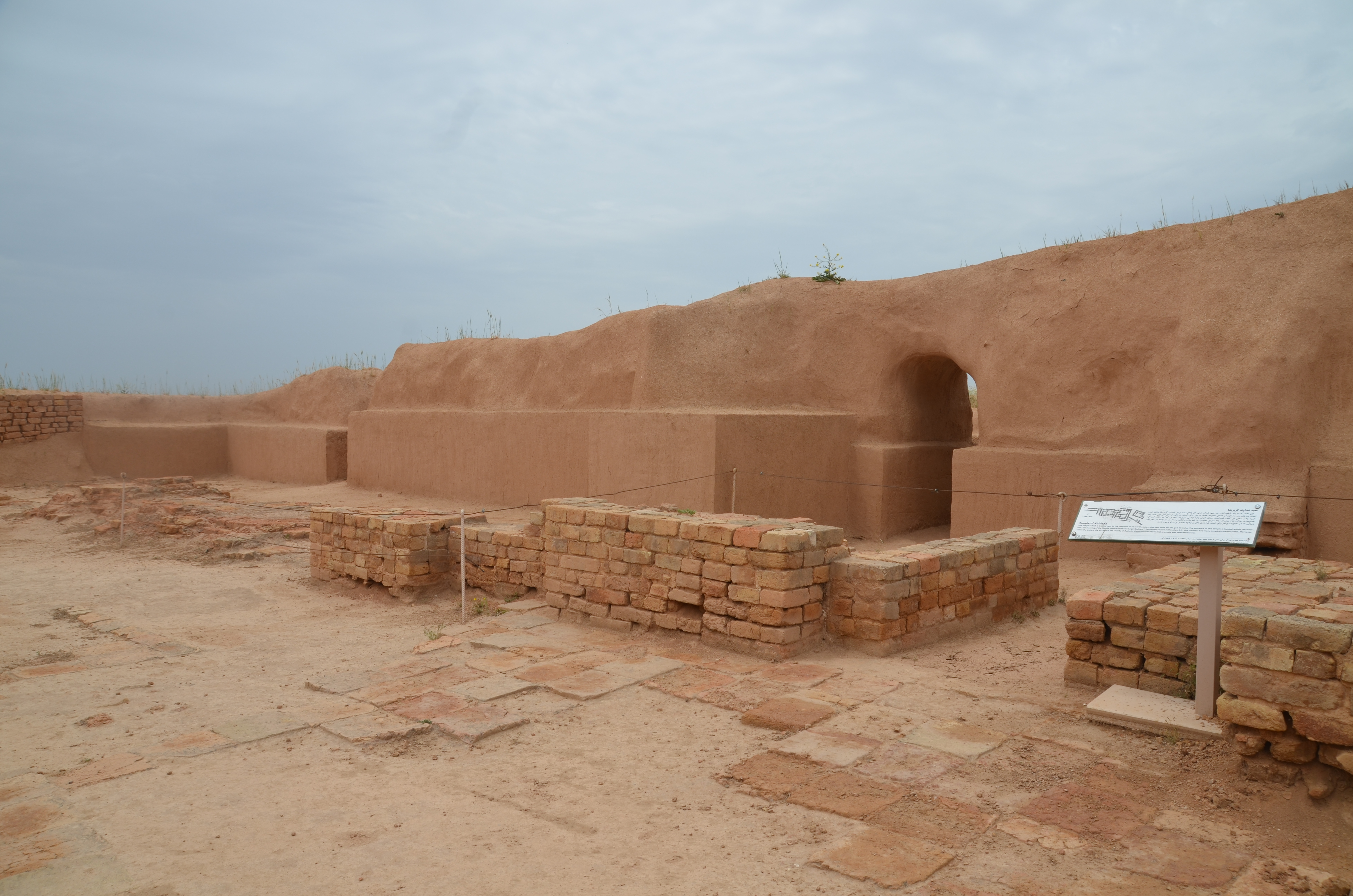
نیایشگاه کیریریشا
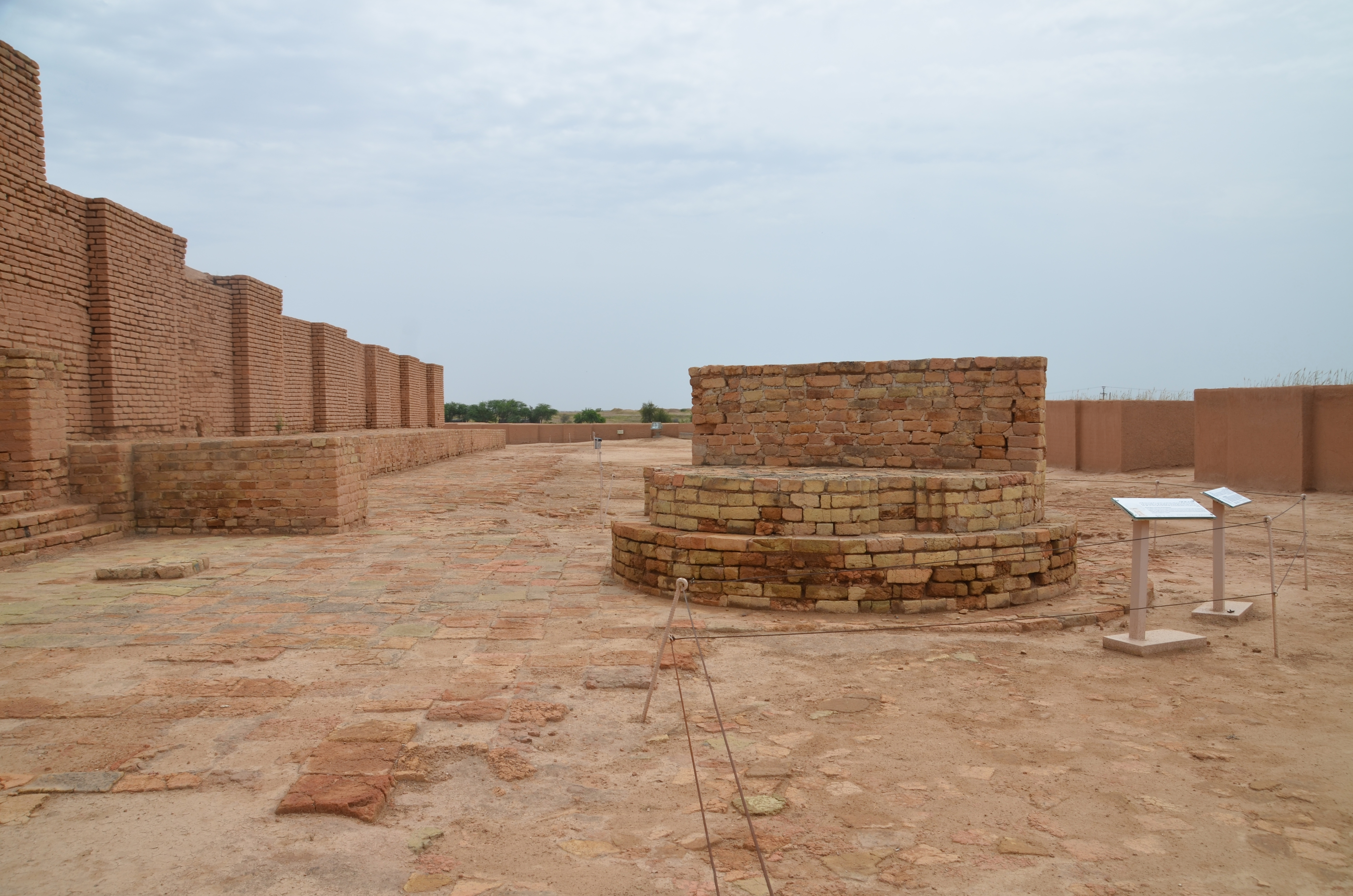
محراب دوار